# European Trophy 2013
European Trophy 2013 byl čtvrtý a poslední ročník evropského klubového turnaje European Trophy, který se uskutečnil od 6. srpna do 22. prosince 2013. Základní část v divizích byla sehrána od 6. srpna do 8. září 2013 a finálový turnaj postoupivších šesti týmů se uskutečnil od 19. do 22. prosince 2013. Finálový turnaj měl název Red Bulls Salute a uskutečnil se v Berlíně.
Turnaje se zúčastnilo 32 týmů ze sedmi evropských zemí.

## Účastníci
| Severní divize - EC Red Bull Salzburg - Eisbären Berlín - Hamburg Freezers - HC Kometa Brno - HC Škoda Plzeň - Luleå Hockey - Mountfield HK - Kärpät Oulu | Východní divize - Bílí Tygři Liberec - Brynäs IF - Djurgårdens IF - HC ČSOB Poj. Pardubice - Fribourg-Gottéron - SC Bern - Tappara - TPS Turku | Jižní divize - HC Slovan Bratislava - HC Sparta Praha - HV71 - JYP Jyväskylä - KalPa - Linköpings HC - Piráti Chomutov - UPC Vienna Capitals | Západní divize - Adler Mannheim - ERC Ingolstadt - EV Zug - Färjestad BK - Frölunda Indians - IFK Helsinky - Jokerit Helsinky - ZSC Lions |

## Základní část
V základní části, která se uskutečnila od 6. srpna do 8. září 2013, hrálo 32 týmů rozdělených do 4 divizí po osmi týmech. Rozdělení týmů v divizích bylo stejné jako v loňském ročníku a týmy si pouze vyměnily pořadatelství. V rámci skupiny hrál každý s každým jeden zápas a navíc ještě jeden zápas s lokálním soupeřem z vlastní divize, se kterým se tedy utkal v rámci divize dvakrát. Každý tým tak sehrál 4 zápasy doma a 4 venku. Do finálové části postoupili vítězové každé divize, které doplnil hostitelský tým finálového turnaje Eisbären Berlín a nejlepší tým z druhých míst, kterým bylo mužstvo Frölunda Indians.

### Severní divize

#### Tabulka
| Tým                  | Z | V | Vp | Pp | P | VB | OB | +/- | B  |
| -------------------- | - | - | -- | -- | - | -- | -- | --- | -- |
| Luleå Hockey         | 8 | 6 | 0  | 1  | 1 | 22 | 14 | +8  | 19 |
| EC Red Bull Salzburg | 8 | 4 | 1  | 0  | 3 | 26 | 23 | +3  | 14 |
| HC Škoda Plzeň       | 8 | 3 | 1  | 2  | 2 | 17 | 17 | 0   | 13 |
| HC Kometa Brno       | 8 | 2 | 3  | 0  | 3 | 20 | 19 | +1  | 12 |
| Kärpät Oulu          | 8 | 4 | 0  | 0  | 4 | 19 | 21 | –2  | 12 |
| Hamburg Freezers     | 8 | 3 | 0  | 1  | 4 | 28 | 27 | +1  | 10 |
| Eisbären Berlín      | 8 | 3 | 0  | 1  | 4 | 21 | 25 | –4  | 10 |
| Mountfield HK        | 8 | 2 | 0  | 0  | 6 | 20 | 27 | –7  | 6  |

#### Zápasy
|                      | LUL  | SAL | PLZ  | KOM  | KAR | HAM  | BRL  | MHK |
| -------------------- | ---- | --- | ---- | ---- | --- | ---- | ---- | --- |
| Luleå Hockey         | X    |     | 1:0  | 5:1  | 2:0 | 3:1  |      |     |
| EC Red Bull Salzburg | 4:3n | X   | 2:3  |      | 3:2 |      |      | 4:1 |
| HC Škoda Plzeň       |      |     | X    | 2:3p |     | 3:2n | 2:0  | 2:5 |
| HC Kometa Brno       |      | 0:4 | 3:2n | X    |     | 5:2  | 2:1n |     |
| Kärpät Oulu          | 6:2  |     | 1:3  | 2:1  | X   |      | 0:4  |     |
| Hamburg Freezers     |      | 5:0 |      |      | 4:5 | X    | 6:2  | 2:5 |
| Eisbären Berlín      | 1:4  | 5:4 |      |      |     | 4:6  | X    | 4:1 |
| Mountfield HK        | 1:2  | 4:5 |      | 1:5  | 2:3 |      |      | X   |

### Východní divize

#### Tabulka
| Tým                | Z | V | Vp | Pp | P | VB | OB | +/- | B  |
| ------------------ | - | - | -- | -- | - | -- | -- | --- | -- |
| Djurgårdens IF     | 8 | 5 | 1  | 1  | 1 | 26 | 20 | +6  | 18 |
| TPS Turku          | 8 | 3 | 1  | 2  | 2 | 23 | 22 | +1  | 13 |
| Brynäs IF          | 8 | 4 | 0  | 1  | 3 | 20 | 24 | –4  | 13 |
| Tappara            | 8 | 3 | 1  | 1  | 3 | 24 | 22 | +2  | 12 |
| HC Pardubice       | 8 | 3 | 1  | 1  | 3 | 22 | 20 | +2  | 12 |
| Fribourg-Gottéron  | 8 | 2 | 2  | 1  | 2 | 23 | 24 | –1  | 11 |
| Bílí Tygři Liberec | 8 | 3 | 0  | 0  | 5 | 26 | 27 | –1  | 9  |
| SC Bern            | 8 | 2 | 1  | 0  | 5 | 19 | 24 | –5  | 8  |

#### Zápasy
|                    | DJU  | TPS  | BRY  | TAP  | PCE | FRI  | LIB | BER |
| ------------------ | ---- | ---- | ---- | ---- | --- | ---- | --- | --- |
| Djurgårdens IF     | X    | 5:4n | 5:2  |      | 3:2 |      | 3:2 |     |
| TPS Turku          |      | X    | 3:2  | 1:2n |     | 2:1n |     | 5:3 |
| Brynäs IF          | 5:4  |      | X    | 2:1  | 1:4 |      | 4:3 |     |
| Tappara            | 2:3  | 5:3  |      | X    |     | 5:3  |     | 3:1 |
| HC Pardubice       |      | 1:4  |      | 3:2n | X   | 3:4n | 4:3 |     |
| Fribourg-Gottéron  | 0:1  |      | 3:2p |      |     | X    | 5:4 | 5:3 |
| Bílí Tygři Liberec |      | 3:1  |      | 6:4  | 3:2 |      | X   | 2:4 |
| SC Bern            | 3:2p |      | 1:2  |      | 0:3 | 4:2  |     | X   |

### Jižní divize

#### Tabulka
| Tým                  | Z | V | Vp | Pp | P | VB | OB | +/- | B  |
| -------------------- | - | - | -- | -- | - | -- | -- | --- | -- |
| JYP Jyväskylä        | 9 | 6 | 0  | 1  | 2 | 34 | 24 | +10 | 19 |
| HC Slovan Bratislava | 9 | 6 | 0  | 1  | 2 | 36 | 29 | +6  | 18 |
| Linköpings HC        | 8 | 5 | 0  | 1  | 2 | 27 | 22 | +5  | 16 |
| HC Sparta Praha      | 8 | 3 | 2  | 1  | 2 | 28 | 21 | +7  | 14 |
| HV71                 | 8 | 3 | 1  | 0  | 4 | 28 | 25 | +3  | 11 |
| UPC Vienna Capitals  | 8 | 2 | 1  | 1  | 4 | 23 | 24 | –1  | 9  |
| KalPa                | 8 | 2 | 0  | 1  | 5 | 17 | 28 | –11 | 7  |
| Piráti Chomutov      | 8 | 0 | 2  | 0  | 6 | 19 | 39 | –20 | 4  |

#### Zápasy
|                      | JYP | BRA | LIN | SPA | HV7 | VIE | KAL | CHO |
| -------------------- | --- | --- | --- | --- | --- | --- | --- | --- |
| JYP Jyväskylä        | X   | 4:5 |     |     | 0:0 | 0:0 | 0:0 |     |
| HC Slovan Bratislava |     | X   | 0:0 |     | 0:0 | 0:0 |     | 0:0 |
| Linköpings HC        | 0:0 |     | X   | 0:0 | 0:0 |     |     | 0:0 |
| HC Sparta Praha      | 0:0 | 0:0 |     | X   |     |     | 0:0 | 0:0 |
| HV71                 |     |     | 0:0 | 0:0 | X   |     | 0:0 | 0:0 |
| UPC Vienna Capitals  |     | 0:0 | 0:0 | 0:0 | 0:0 | X   |     |     |
| KalPa                | 0:0 | 0:0 | 0:0 |     |     | 0:0 | X   |     |
| Piráti Chomutov      | 0:0 |     |     | 0:0 |     | 0:0 | 0:0 | X   |

### Západní divize

#### Tabulka
| Tým              | Z | V | Vp | Pp | P | VB | OB | +/- | B  |
| ---------------- | - | - | -- | -- | - | -- | -- | --- | -- |
| Färjestad BK     | 8 | 7 | 0  | 0  | 1 | 23 | 11 | +12 | 21 |
| Frölunda Indians | 8 | 5 | 0  | 1  | 2 | 32 | 17 | +15 | 16 |
| Jokerit Helsinky | 8 | 4 | 1  | 0  | 3 | 17 | 12 | +5  | 14 |
| Adler Mannheim   | 8 | 4 | 2  | 1  | 1 | 21 | 21 | 0   | 14 |
| ZSC Lions        | 8 | 4 | 0  | 0  | 4 | 21 | 19 | +2  | 12 |
| ERC Ingolstadt   | 8 | 3 | 0  | 1  | 4 | 22 | 25 | –3  | 10 |
| EV Zug           | 8 | 1 | 1  | 0  | 6 | 14 | 30 | –16 | 5  |
| IFK Helsinky     | 8 | 1 | 0  | 1  | 6 | 16 | 31 | –15 | 4  |

#### Zápasy
|                  | FAR | FRO | JOK  | MAN  | LIO | ING  | ZUG  | IFK |
| ---------------- | --- | --- | ---- | ---- | --- | ---- | ---- | --- |
| Färjestad BK     | X   | 2:1 |      | 4:1  |     | 3:0  |      | 4:2 |
| Frölunda Indians | 5:2 | X   | 4:0  | 2:3n |     | 7:3  |      |     |
| Jokerit Helsinky | 2:0 |     | X    |      | 1:2 |      | 4:1  | 2:0 |
| Adler Mannheim   |     |     | 1:2p | X    | 2:5 | 3:2n |      | 3:2 |
| ZSC Lions        | 1:2 | 3:1 |      |      | X   | 3:4  | 3:2  |     |
| ERC Ingolstadt   |     |     | 2:4  | 2:3  |     | X    | 4:0  | 5:2 |
| EV Zug           | 1:4 | 3:7 |      | 2:5  | 1:0 |      | X    |     |
| IFK Helsinky     |     | 1:5 | 0:4  |      | 6:4 |      | 3:4n | X   |

## Finálový turnaj
Finálový turnaj pod názvem Red Bulls Salute se uskutečnil v Berlíně od 19. do 22. prosince 2013. Týmy byly nalosovány do dvou tříčlenných skupin. Vítězové skupin postoupili do finále o celkového vítěze. O další pořadí se nehrálo.

### Skupina A
| Tým              | Z | V | Vp | Pp | P | VB | OB | +/- | B |
| ---------------- | - | - | -- | -- | - | -- | -- | --- | - |
| Färjestad BK     | 2 | 2 | 0  | 0  | 0 | 9  | 2  | +7  | 6 |
| Eisbären Berlín  | 2 | 1 | 0  | 0  | 1 | 4  | 7  | -3  | 3 |
| Frölunda Indians | 2 | 0 | 0  | 0  | 2 | 5  | 9  | –4  | 0 |

#### Zápasy
| Den    | Tým 1           | Skóre | Tým 2            |
| ------ | --------------- | ----- | ---------------- |
| 19.12. | Färjestad BK    | 5:2   | Frölunda Indians |
| 20.12. | Eisbären Berlín | 0:4   | Färjestad BK     |
| 21.12. | Eisbären Berlín | 4:3   | Frölunda Indians |

### Skupina B
| Tým            | Z | V | Vp | Pp | P | VB | OB | +/- | B |
| -------------- | - | - | -- | -- | - | -- | -- | --- | - |
| JYP Jyväskylä  | 2 | 1 | 1  | 0  | 0 | 6  | 3  | +3  | 5 |
| Luleå Hockey   | 2 | 1 | 0  | 1  | 0 | 6  | 5  | +1  | 4 |
| Djurgårdens IF | 2 | 0 | 0  | 0  | 2 | 3  | 7  | –4  | 0 |

#### Zápasy
| Den    | Tým 1          | Skóre | Tým 2          |
| ------ | -------------- | ----- | -------------- |
| 19.12. | Djurgårdens IF | 1:3   | JYP Jyväskylä  |
| 20.12. | Luleå Hockey   | 2:3sn | JYP Jyväskylä  |
| 21.12. | Luleå Hockey   | 4:2   | Djurgårdens IF |

### Finále
| Den    | Tým 1        | Skóre | Tým 2         |
| ------ | ------------ | ----- | ------------- |
| 22.12. | Färjestad BK | 1:2   | JYP Jyväskylä |